# M.B. December 21, 1984
M.B. December 21, 1984 album zawierający zapis koncertu Laibach'a w Malic Belic Hall w Ljubljanie w 1984 roku wydany w roku 1997.

## Lista utworów
1. "Sodba Veka
2. "Ti, Ki Izzivas
3. "Sila/Dokumenti"
4. "Sredi Bojev"
5. "Nova Akropola"
6. "Dokumenti II"
7. "Tito"
8. "Dokumenti III"
9. "Dokumenti IV"